# Kuunajuk
Der Kuunajuk, alternative Schreibweise: Kuunnuaq, ist ein etwa 400 km langer Zufluss des Queen Maud Gulf in Nunavut in Kanada. Der Flussname kommt aus der Sprache Inuktitut. Bis September 2012 hieß der Fluss offiziell noch „Ellice River“ und ehrte den schottischen Politiker Edward Ellice, Jr.

## Flusslauf
Der Kuunajuk verläuft in den Regionen Kivalliq und Kitikmeot. Er hat seinen Ursprung in einem namenlosen See 118 km südsüdöstlich vom südlichen Ende der Bucht Kiluhiqtuq (vormals Bathurst Inlet). Von dort fließt er in überwiegend nordnordöstlicher Richtung zum Queen Maud Gulf. Der Kuunajuk durchfließt die Tundralandschaft des Kanadischen Schildes. Er bildet abschnittsweise zwei oder mehrere Flussarme, der längste ist 60 km lang. Der Kuunajuk mündet schließlich in die Campbell Bay, eine breite Bucht an der Südküste des Queen Maud Gulf.
Das Gelände zwischen dem Kuunajuk und dem 230 km östlich der Flussmündung gelegenen Sherman Inlet ist hauptsächlich ebenes Sumpfland. Moschusochsen und Barrenground-Karibu frequentieren das Gebiet.

## Hydrologie
Der mittlere Abfluss (MQ) des Kuunajuk bei Flusskilometer 47 beträgt 84,9 m³/s.

## Flussfauna
Im Kuunajuk kommt der Wandersaibling vor. Große Ringelgans-Populationen brüten auf den Küsteninseln vor der Mündung des Kuunajuk.